# Mysłoszów
Mysłoszów – kolonia w Polsce, położona w województwie dolnośląskim, w powiecie wołowskim, w gminie Wińsko.
Do 2023 r. miejscowość była przysiółkiem wsi Brzózka.
Wchodzi w skład sołectwa Brzózka.
W latach 1975–1998 przysiółek administracyjnie należał do województwa wrocławskiego.